# اچ‌ام‌اس درینگ (اچ۱۶)
اچ‌ام‌اس درینگ (اچ۱۶) (به انگلیسی: HMS Daring (H16)) یک زیردریایی بود که طول آن ۳۲۹ فوت (۱۰۰٫۳ متر) بود. این زیردریایی در سال ۱۹۳۲ ساخته شد.